# Dolok Nagodang
Dolok Nagodang is een bestuurslaag in het regentschap Toba Samosir van de provincie Noord-Sumatra, Indonesië. Dolok Nagodang telt 435 inwoners (volkstelling 2010).